# الطوال (الأفلاج)
مركز الطوال هو مركزٌ إداري تابعٌ لمحافظة الأفلاج في منطقة الرياض ، ويصنف من فئة (ب) ورمزه 1305.